# Ceresara (famiglia)
Ceresara (o da Ceresara) fu una nobile famiglia mantovana.

## Storia
Secondo alcuni storici, la famiglia si sarebbe trapiantata nel mantovano provenendo da Milano, mentre altri la vorrebbero giunta in Italia a seguito dell'imperatore Federico I Barbarossa, che avrebbe loro assegnato il feudo di Ceresara, ora comune in provincia di Mantova.
Capostipite sarebbe stato Lanfranco, vissuto nel XII secolo. I suoi figli avrebbero in seguito diviso la famiglia in due rami: quello dei Ceresara e quello degli Acelli. Nel periodo comunale, furono membri del Consiglio di Mantova ed occuparono in seguito importanti incarichi durante la signoria dei Gonzaga.

## Personaggi illustri
- Vivaldo Ceresara (XIV secolo), al servizio di Cangrande II della Scala
- Ruffino Ceresara (XV secolo), feudatario delle terre di Guidizzolo per conto di Gianfrancesco Gonzaga
- Paride da Ceresara (1466-1532), umanista e astrologo[1]
- Dorotea (XV secolo), sposò il condottiero Roberto Guidi di Bagno, perito nella battaglia del Taro del 1495[2]
- Tricasio Giovanni Ceresara (?-1626), teologo[3]
- Patrizio Tricasio Ceresara (XVI secolo), matematico e astronomo
- Filippo Ceresara (XVI secolo), fu investito nel 1611 del feudo di Maranzana dal duca di Mantova Vincenzo I Gonzaga con titolo comitale e col titolo di marchese nel 1656 dal duca Carlo II di Gonzaga-Nevers.[4]